# Brunt florskinn
Brunt florskinn (Botryobasidium conspersum) är en svampart som beskrevs av J. Erikss. 1958. Brunt florskinn ingår i släktet Botryobasidium och familjen Botryobasidiaceae.  Arten är reproducerande i Sverige. Inga underarter finns listade i Catalogue of Life.

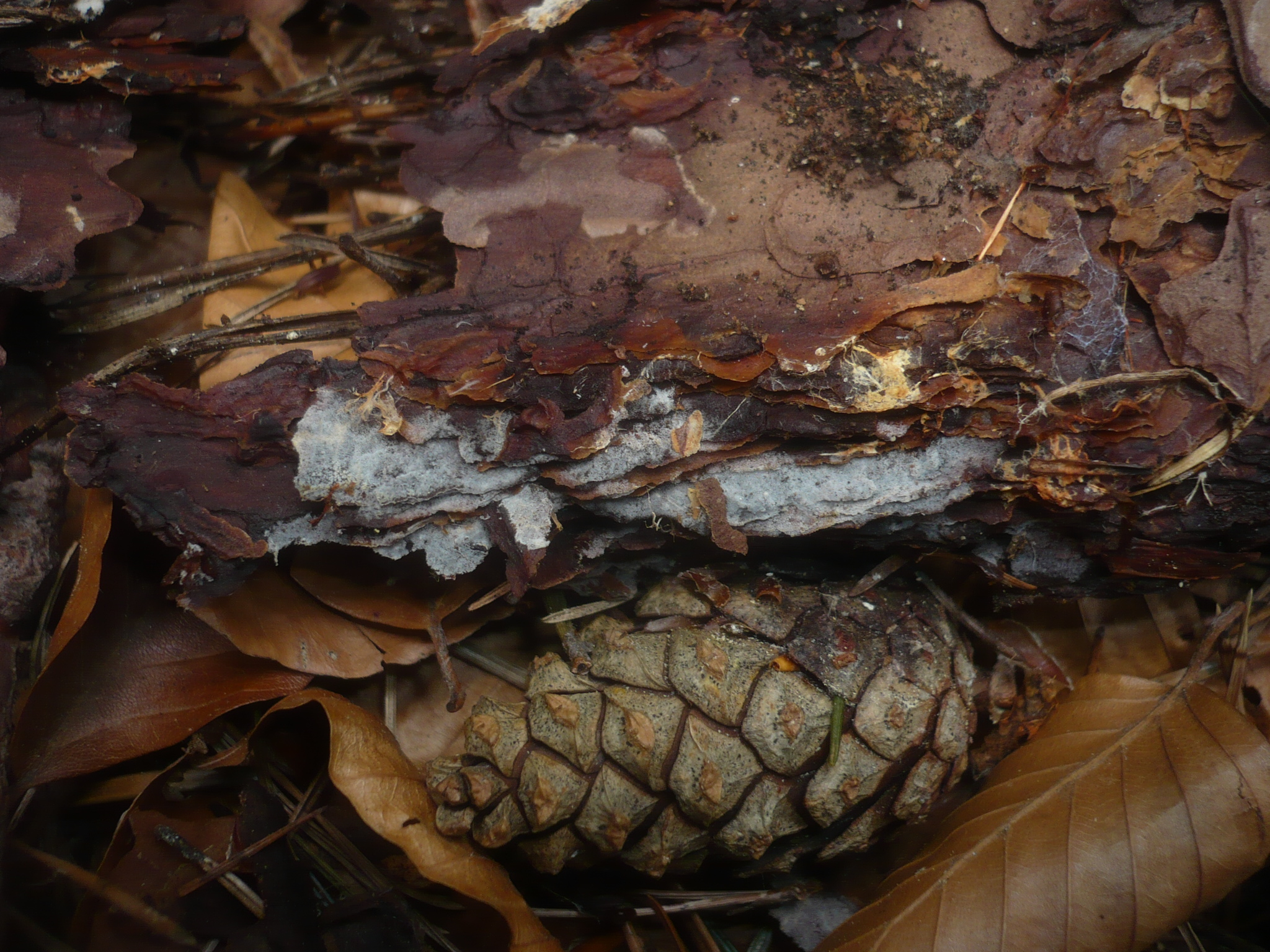
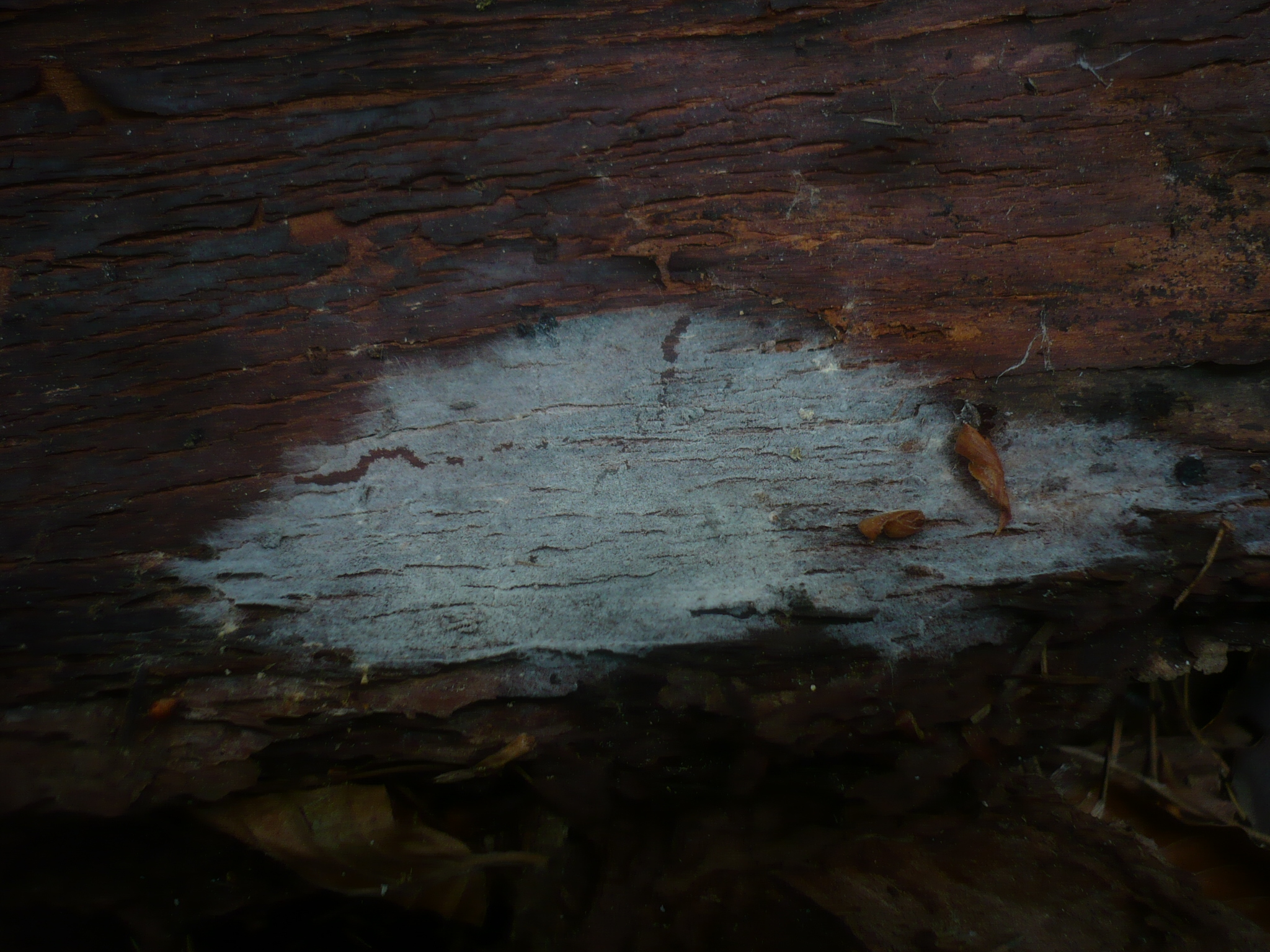